# Prêmio ICTP
O Prêmio ICTP (ICTP Prize) é um prêmio no valor de 3 mil euros concendido pelo Centro Internacional de Física Teórica (ICTP) em Trieste na Itália, a jovens físicos e matemáticos (com menos de 40 anos) provenientes de países em desenvolvimento a fim de promover a física e a matemática teórica. Esse prêmio já foi concedido a notáveis cientistas da Índia, China e Brasil.

## Vencedores recentes
- 2022: Shant Baghram e Mohammad Hossein Namjoo
- 2021: Rondrotiana Barimalala e Narendra Ojha
- 2020: Dibyendu Roy e Mehdi Kargarian
- 2019: Basudeb Dasgupta e Suvrat Raju
- 2018: Luis E.F. Foà Torres e Hongjun Xiang
- 2017: Emilio Kropff
- 2016: Aninda Sinha
- 2015: Aijun Ding e Vijayakumar S. Nair
- 2014: Pablo S. Cornaglia
- 2013: Yasaman Farzan e Patchanita Thamyongkit
- 2012: Pablo Mininni
- 2011: Ado Jorio
- 2010: Shiraz Minwalla
- 2009: Marcelo Barreiro
- 2008: Abhishek Dhar e  Zhong Fang
- 2007: M.M. Sheikh-Jabbari

Fonte: ICTP Prize Official website